# Eucalyptus decolor
Eucalyptus decolor är en myrtenväxtart som beskrevs av A. Bean och Murray Ian Hill Brooker. Eucalyptus decolor ingår i släktet Eucalyptus och familjen myrtenväxter. Inga underarter finns listade i Catalogue of Life.